# 光纖熔接

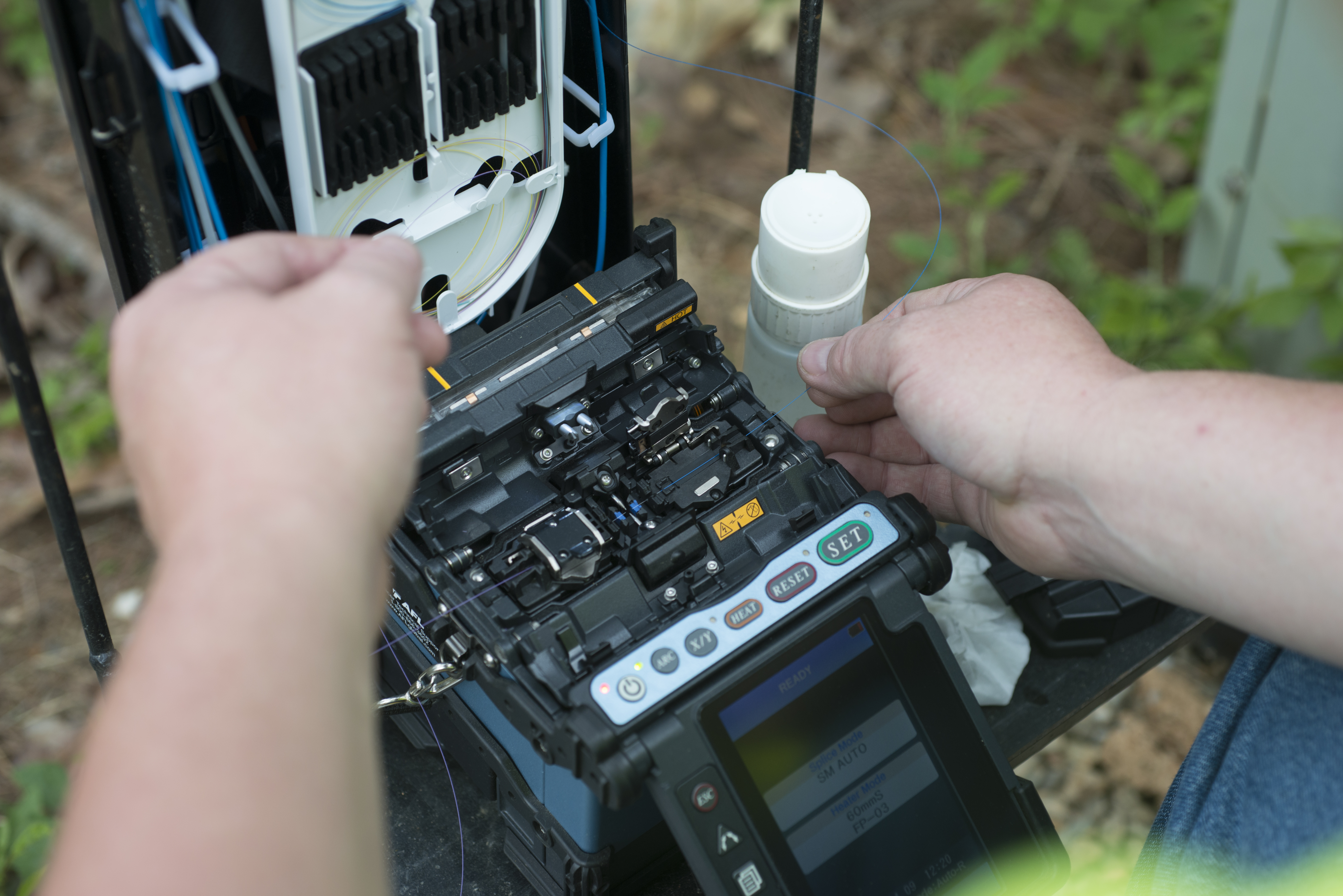
使用熔接機進行光纖熔接

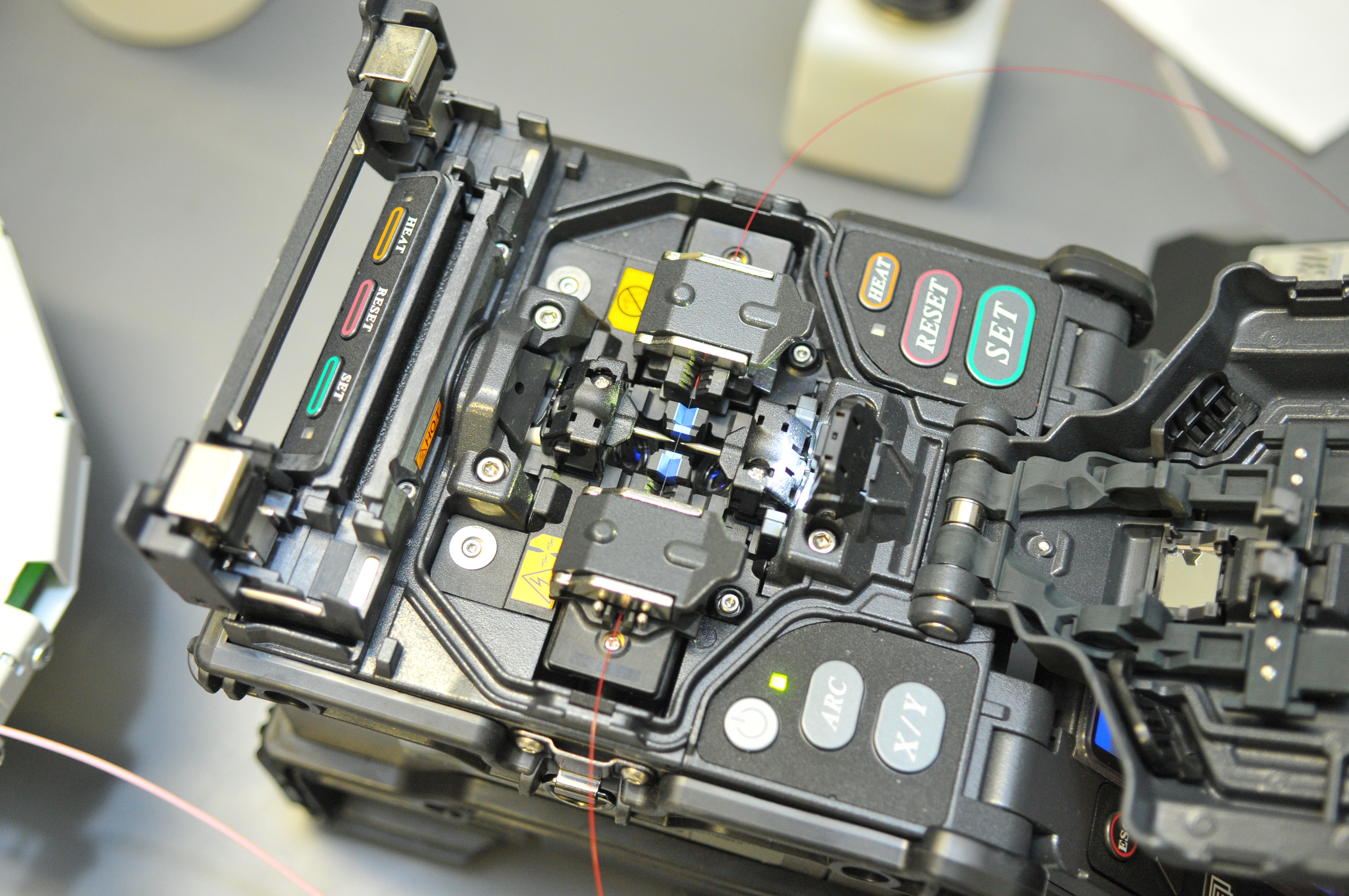
光纖熔接機的構造，可見中央處有一對用以產生高溫的電極

光纖熔接是將兩根光導纖維接駁的方法，這種接駁方法需要以高溫把光纖的端面熔化，使之熔接在一起。

## 概要
相比起利用光纖連接器接駁光纖的「冷接」方式，「熔接」的折射率及光損耗均是最小，正確熔接的光纖，接駁位置的光訊號衰減通常只有0.1分貝或以下，使用光纖連接器接駁則有0.2分貝或更大的衰減，而且熔接的穩固及可靠程度也遠比其他接駁方式好，很適合用於修復損壞的光纖電纜，由於訊號的品質較佳，也被應用於佈建數據中心或高速區域網路的光纖鏈路。
另一方面熔接的工序較為繁複，所需的器材也較多，除了要確保纖芯的端面切割完整，也要乾淨及沒有異物，接駁時必須盡量將兩根光纖的纖芯對準，才可以加熱熔接，否則訊號的衰減會顯著增加，導致接駁失敗。光纖熔接後如測試不合格，只能將光纖剪斷及切除曾經熔接的位置，再用光纖切割刀切割出平整的端面，經清潔後重新熔接。過往光纖熔接是一道複雜及高成本的工序，後來隨著光纖熔接技術的改進，光纖熔接機的自動化程度及便攜性都有顯著的提高，光纖熔接機已能實現自動對準光纖纖芯端面，並由電極產生電弧的高溫使纖芯的玻璃熔化，進而將兩邊的端面精準地熔合為一體。

## 外部鏈接
维基共享资源上的相關多媒體資源：光纖熔接